# Брезовиця-при-Златем Полю
Брезовиця-при-Златем Полю (словен. Brezovica pri Zlatem Polju) — поселення в общині Луковиця, Осреднєсловенський регіон, Словенія. 
Висота над рівнем моря: 605,6 м.